# Ischnotoma immaculipennis
Ischnotoma immaculipennis är en tvåvingeart som beskrevs av Alexander 1924. Ischnotoma immaculipennis ingår i släktet Ischnotoma och familjen storharkrankar. Inga underarter finns listade i Catalogue of Life.